# Bitlis (Fürstentum)
Das kurdische Fürstentum Bitlis (Kurdisch: Badlis) existierte von 1182 bis 1847 und ging aus der Stammesföderation der Rojaki (Rozagi) hervor. Die Rojaki besiegten den georgischen König David III. und eroberten Bitlis und Sason im 10. Jahrhundert. Das Fürstentum kam gelegentlich unter die Herrschaft anderer Herrscher wie die Aq Qoyunlu (1467–1495) und die Safawiden (1507–1514). Nach dem Untergang der Aq Qoyunlu erlangten die Rojakifürsten ihre Unabhängigkeit wieder. Im Jahre 1531 ging der Fürst Sharaf Khān ein Bündnis mit den Safawiden ein und wurde 1532 durch Olama Takkalu ermordet.
Der berühmte kurdische Historiker Scharaf ud-Dīn Khān al-Bitlīsī war der Sohn des Fürsten Schams ud-Dīn und Enkel des Scharaf Khān. Schams ud-Dīn floh unter dem Druck des osmanischen Sultans Süleyman I. nach Persien und suchte Asyl am Hofe Schah Tahmasp I. Sein Sohn Scharaf ud-Dīn wurde 1533 geboren und wuchs am Hofe der Safawiden auf. Während der Herrschaft Ismail II. fiel er unter Verdacht und wurde nach Naxçıvan verbannt. Er floh von dort nach Van und wurde durch Sultan Murad III. 1583 zum Fürsten von Bitlis ernannt.
Die Rojakifürsten konnten ihre relative Unabhängigkeit während der langen Rivalität zwischen Osmanen und Safawiden behaupten. Mitte des 17. Jahrhunderts war Abdal Khān Herrscher von Bitlis. Er wurde von dem französischen Reisenden Tavernier als der mächtigste der kurdischen Fürsten bezeichnet. Nach Tavernier war Abdal Khān unabhängig und erkannte weder den safawidischen Schah noch den osmanischen Sultan an. Evliya Çelebi pries Abdal Khān als einen Fürst der Renaissance und der Tausend Künste (Hazārfann).